# Honnihal, Belgaum
Honnihal là một làng thuộc tehsil Belgaum, huyện Belgaum, bang Karnataka, Ấn Độ.